# (186) Celuta
(186) Celuta – planetoida z grupy pasa głównego asteroid okrążająca Słońce w ciągu 3 lat i 231 dni w średniej odległości 2,36 j.a. Została odkryta 6 kwietnia 1878 roku w Obserwatorium paryskim przez Prospera Henry’ego. Nazwa planetoidy pochodzi od imienia postaci z noweli René François-René de Chateaubrianda.